# Dębie (województwo opolskie)
Dębie (dodatkowa nazwa w j. niem. Dembio) – wieś w Polsce, położona w województwie opolskim, w powiecie opolskim, w gminie Chrząstowice.

## Historia
Do głosowania podczas plebiscytu uprawnione były w Dębiu 444 osoby, z czego 384, ok. 86,5%, stanowili mieszkańcy (w tym 378, ok. 85,1% całości, mieszkańcy urodzeni w miejscowości). Oddano 434 głosy (ok. 97,7% uprawnionych), w tym 434 (100%) ważnych; za Niemcami głosowało 350 osób (ok. 80,6%), a za Polską 84 osoby (ok. 19,4%). 19 maja 1936 r. w miejsce nazwy Dembio wprowadzono nazwę Reichenwald. 15 marca 1947 r. nadano miejscowości polską nazwę Dębie.
W latach 1954–1961 wieś należała i była siedzibą władz gromady Dębie, po jej zniesieniu w gromadzie Chrząstowice.

## Demografia
| Rok                | 1933 | 1939 | 2009 | 2011 |
| Liczba mieszkańców | 602  | 618  | 493  | 487  |

(Źródła:.)
- Strona wsi Dębie (wersja archiwalna)